# برطوبو
بُرطوبو (بالصومالية: Buurdhuubo)‏ مدينة تابعة لمحافظة جدو بولاية جوبالاند جنوب الصومال، وهي مركز مقاطعة برطوبو.

## نظرة عامة
تقع مدينة برطوبو على ضفاف نهر جوبا، وتتوسط مدينتي بارطيري ولوق، وتبعد عن جربهاري عاصمة جدو قرابة 60 كـم (37 ميل).
يقوم اقتصاد البلدة على الزراعة، ويعيش السكان على المحاصيل الزراعية التي تُصدّر إليها من المزارع الواقعة على ضفاف النهر، ويعيش بعض السكان حياة رعوية، وشهدت المدينة منذ أوائل التسعينيات، أنشطة تجارية متنامية ونموًا سكانيًا متزايدا.
في مارس 2014، استولت القوات المسلحة الصومالية بمساعدة كتيبة إثيوبية ضمن بعثة الاتحاد الإفريقي في الصومال على المدينة بعد طرد حركة الشباب منها، ضمن عملية عسكرية نفذها التحالف بهدف تحرير المناطق الخاضعة لسيطرة لحركة الشباب المتمردة في جنوب الصومال.
وفقاً لرئيس الوزراء الصومالي عبد الولي شيخ أحمد أطلقت الحكومة بعد ذلك جهودا لتحقيق الاستقرار في المناطق المحررة، والتي شملت أيضاً حُدر وربطوري وواجد، في الوقت الذي عملت فيه وزارة الدفاع على الحفاظ على الأمن في المنطقة، وتقديم الدعم اللوجستي والأمني لإيصال المساعدات الإغاثية، وإضافة إلى ذلك، أبدت وزارة الداخلية استعدادها لدعم وتنفيذ برامج لمساعدة الإدارة المحلية، ووصل أعضاء في مجلس الوزراء وبعض رجال الدين إلى المدن الأربع للتنسيق والإشراف على مبادرات الحكومة الفيدرالية لتحقيق الاستقرار.

## التركيبة السكانية
يصل إجمالي عدد سكان مقاطعة بُرطوبو إلى 119.006 نسمة.